# La Gomera (Escuintla)
La Gomera (en honor a Antonio Peraza de Ayala y Rojas, conde de La Gomera) es un municipio del departamento de Escuintla de la región sur-central de la República de Guatemala. Celebra su fiesta titular el 12 de noviembre de cada año en honor a su patrón San Diego de Alcalá.

## Toponimia
En 1611, Antonio Peraza de Ayala y Rojas, conde de la Gomera, fue el primero en ostentar de forma oficial los cargos de capitán general de la Capitanía General de Guatemala, gobernador general del Reino de Guatemala y presidente de la Audiencia y Cancillería Real de Santiago de Guatemala;  en su honor se fundó el poblado de «La Gomera» durante su gobierno, que duró hasta 1627.

## Geografía física

### Clima
La cabecera municipal de La Gomera tiene clima tropical (Clasificación de Köppen: Am).
| Parámetros climáticos promedio de La Gomera | Parámetros climáticos promedio de La Gomera | Parámetros climáticos promedio de La Gomera | Parámetros climáticos promedio de La Gomera | Parámetros climáticos promedio de La Gomera | Parámetros climáticos promedio de La Gomera | Parámetros climáticos promedio de La Gomera | Parámetros climáticos promedio de La Gomera | Parámetros climáticos promedio de La Gomera | Parámetros climáticos promedio de La Gomera | Parámetros climáticos promedio de La Gomera | Parámetros climáticos promedio de La Gomera | Parámetros climáticos promedio de La Gomera | Parámetros climáticos promedio de La Gomera |
| Mes                                         | Ene.                                        | Feb.                                        | Mar.                                        | Abr.                                        | May.                                        | Jun.                                        | Jul.                                        | Ago.                                        | Sep.                                        | Oct.                                        | Nov.                                        | Dic.                                        | Anual                                       |
| ------------------------------------------- | ------------------------------------------- | ------------------------------------------- | ------------------------------------------- | ------------------------------------------- | ------------------------------------------- | ------------------------------------------- | ------------------------------------------- | ------------------------------------------- | ------------------------------------------- | ------------------------------------------- | ------------------------------------------- | ------------------------------------------- | ------------------------------------------- |
| Temp. máx. media (°C)                       | 32.9                                        | 33.4                                        | 34.3                                        | 34.5                                        | 33.8                                        | 32.4                                        | 32.7                                        | 32.9                                        | 32.2                                        | 32                                          | 32.4                                        | 32.9                                        | 33                                          |
| Temp. media (°C)                            | 26.3                                        | 26.7                                        | 27.9                                        | 28.6                                        | 28.6                                        | 27.8                                        | 27.8                                        | 27.8                                        | 27.5                                        | 27                                          | 27.1                                        | 26.9                                        | 27.5                                        |
| Temp. mín. media (°C)                       | 19.7                                        | 20.1                                        | 21.5                                        | 22.8                                        | 23.5                                        | 23.2                                        | 22.9                                        | 22.7                                        | 22.9                                        | 22                                          | 21.8                                        | 20.9                                        | 22                                          |
| Precipitación total (mm)                    | 4                                           | 3                                           | 12                                          | 60                                          | 217                                         | 312                                         | 301                                         | 274                                         | 322                                         | 330                                         | 62                                          | 5                                           | 1902                                        |
| Fuente: Climate-Data.org                    |                                             |                                             |                                             |                                             |                                             |                                             |                                             |                                             |                                             |                                             |                                             |                                             |                                             |

### Ubicación geográfica
Se encuentra a una distancia de 59 km de la cabecera departamental Escuintla. Es uno de los municipios que se encuentran a las orillas del departamento de Escuintla ya que a su costado inferior se encuentra el Océano Pacífico. Al norte del municipio se encuentran los municipios de La Democracia y Santa Lucía Cotzumalguapa, al este del se encuentran los municipios de La Democracia el San José, al oeste se encuentra el municipio de Nueva Concepción y al sur se encuentra el municipio de Sipacate.
|                         | Norte: Santa Lucía Cotzumalguapa |                     |
| Oeste: Nueva Concepción |                                  | Este: La Democracia |
|                         | Sur: Sipacate                    |                     |

## Gobierno municipal
Los municipios se encuentran regulados en diversas leyes de la República, que establecen su forma de organización, lo relativo a la conformación de sus órganos administrativos y los tributos destinados para los mismos.  Aunque se trata de entidades autónomas, se encuentran sujetos a la legislación nacional y las principales leyes que los rigen desde 1985 son:
| N.º | Ley                                                | Descripción |
| --- | -------------------------------------------------- | --- |
| 1   | Constitución Política de la República de Guatemala | Tiene una regulación legal específica para los municipios en los artículos 253 al 262. |
| 2   | Ley Electoral y de Partidos Políticos              | Ley de carácter constitucional aplicable a los municipios en el tema de la conformación de sus autoridades electas. |
| 3   | Código Municipal                                   | Decreto 12-2002 del Congreso de la República de Guatemala. Tiene la categoría de ley ordinaria y contiene preceptos generales aplicables a todos los municipios, e inclusive contiene legislación referente a la creación de los municipios.             |
| 4   | Ley de Servicio Municipal                          | Decreto 1-87 del Congreso de la República de Guatemala. Regula las relaciones entra la municipalidad y los servidores públicos en materia laboral. Tiene su base constitucional en el artículo 262 de la constitución que ordena la emisión de la misma. |
| 5   | Ley General de Descentralización                   | Decreto 14-2002 del Congreso de la República de Guatemala. Regula el deber constitucional del Estado, y por ende del municipio, de promover y aplicar la descentralización y desconcentración económica y administrativa.                                |

El gobierno de los municipios de Guatemala está a cargo de un Concejo Municipal mientras que el código municipal —ley ordinaria que contiene disposiciones que se aplican a todos los municipios— establece que «el concejo municipal es el órgano colegiado superior de deliberación y de decisión de los asuntos municipales […] y tiene su sede en la circunscripción de la cabecera municipal». Por último, el artículo 33 del mencionado código establece que «[le] corresponde con exclusividad al concejo municipal el ejercicio del gobierno del municipio».
El concejo municipal se integra con el alcalde, los síndicos y concejales, electos directamente por sufragio universal y secreto para un período de cuatro años, pudiendo ser reelectos.
Existen también las Alcaldías Auxiliares, los Comités Comunitarios de Desarrollo (COCODE), el Comité Municipal del Desarrollo (COMUDE), las asociaciones culturales y las comisiones de trabajo. Los alcaldes auxiliares son elegidos por las comunidades de acuerdo a sus principios y tradiciones, y se reúnen con el alcalde municipal el primer domingo de cada mes, mientras que los Comités Comunitarios de Desarrollo y el Comité Municipal de Desarrollo organizan y facilitan la participación de las comunidades priorizando necesidades y problemas.
Los alcaldes que ha habido en el municipio son:
- 2012-2016: Francisco Vásquez[11]

## Historia
Se desconoce la fecha exacta en que se fundó el poblado, aunque se cree que fue durante el gobierno del Capitán General Antonio Peraza de Ayala y Rojas, conde de La Gomera quien gobernó entre 1611 y 1627, lo que lo convertiría en uno de los más antiguos del departamento de  Escuintla.

### Tras la Independencia de Centroamérica
La constitución del Estado de Guatemala promulgada el 11 de octubre de 1825 estableció los circuitos para la administración de justicia en el territorio del Estado y menciona que el poblado de La Gomera era parte del Circuito de Escuintla en el Distrito N.º 2 del mismo nombre, junto con Escuintla, San Pedro Mártir, Chahuite, Palín, Masagua, los dos Mixtanes, Don García, Tecuaco, Guanagazapa, Chipilapa, Siquinalá y Cotzumalguapa.

### Demarcación política de Guatemala de 1902
En 1902, el gobierno de Guatemala publicó la Demarcación política de la República, y en ella se describe a La Gomera así:  «su cabecera es la villa del mismo nombre, a 56 km de Escuintla, está limitado: al Norte, por tierras del Obraje; al Sur, por el Océano Pacífico; al Oriente, por las hacientas de Otacingo y San Nicolás y al Occidente, por el municipio de Texcuaco.  Abarca un área de 1134 caballerías y 44 manzanas.  Su clima es caliente, en unas partes sano y en otras enfermizo.  Los principales cultivos los constituyen el maíz y banana.  Abunda el hule.  Tiene extensos potreros, y una parte de sus habitantes se dedica a la crianza de ganado».
El 11 de junio de 1913 el poblado se trasladó al sitio llamado «El Bebedero» ya que la ubicación original se destruyó en un incendio en 1908.[cita requerida]

## Economía
Su economía se basa en la agricultura y en la actividad pecuaria. Es uno de los municipios más productores azucareros que tiene el departamento de Escuintla. El municipio tiene una gran cantidad de fincas y granjas y crían animales de corral y eso produce grandes cantidades de productos.

### Agricultura
Es un municipio con muchas cosechas de productos básicos y sobre todo el azúcar debido a su posición en la costa. Entre los productos básicos están:
- Verduras
- Frutas
- Maíz
- Frijol
- Arroz

Los productos más cosechados y predominantes en el país son la Caña de azúcar, palma africana, el banano y el plátano.

### Actividad pecuaria
Los animales de corral que los pobladores acostumbran a cría son las ganaderías, aves de corral, cerdos, etc.

## Deportes
El municipio de La Gomera cuenta con equipo de fútbol llamado Deportivo La Gomera que actualmente juega en la Primera División de Guatemala.